# 30 يوما من الليل
30 يوما من الليل (بالإنجليزية: 30 Days of Night)‏ هو فيلم رعب أمريكي لعام 2007 يستند إلى كتاب مصور هزلي يحمل نفس الاسم ‏. الفيلم من إخراج ديفيد سليد والنجوم جوش هارتنيت وميليسا جورج. تركز القصة على بلدة في ألاسكا محاطة بمصاصي الدماء أثناء دخولها في ليلة قطبية لمدة ثلاثين يومًا.
تم عرض 30 Days of Night في الأصل كقصة مصورة، ثم كفيلم، لكن تم رفضه. بعد سنوات، أظهر ستيف نايلز لـ IDW الفكرة وانطلق. تم إنتاج الفيلم بميزانية قدرها 30 مليون دولار وحصل على أكثر من 75 مليون دولار في شباك التذاكر خلال ستة أسابيع من عرضه في 19 أكتوبر 2007. كانت مراجعات النقاد متباينة.
تم إصدار تتمة، الأيام المظلمة، في 5 أكتوبر 2010 مباشرة إلى الفيديو المنزلي. تم إصدار مسلسلات صغيرة، Blood Trails ‏، على FEARnet.com وFEARnet On Demand ‏ في عام 2007.

## الحبكة
تستعد مدينة Barrow في ألاسكا لـ «30 يومًا من الليل» التي تحدث كل سنة، وهي فترة خلال الشتاء عندما تكون هناك ليلة قطبية لمدة شهر. وأثناء استعداد المدينة، هبط أحد الغرباء من سفينة كبيرة وقام بتخريب وسائل توصال ونقل المدينة مع العالم الخارجي. يحقق عمدة بارو بالأمر، إيبن أوليسون ‏، ويدرك أن زوجته السابقة، ستيلا، قد تأخرت عن آخر طائرة ويجب أن تبقى لمدة 30 يوماً. في تلك الليلة، قامت مجموعة من مصاصي الدماء، بقيادة مارلو، بمهاجمة وذبح معظم سكان البلدة، مما أجبر إيبن وستيلا والعديد من الناجين الآخرين على اللجوء إلى منزل محصن مع عليّة مخبأة. يجد مارلو الغريب محبوسًا في مركز الشرطة. يعتقد الغريب أن مارلو كان سيحوله إلى مصاص دماء. مارلو يشكره على فعل ما طلب، ثم يقتله.
بعد ثمانية عشر يومًا، تضرب البلدة عاصفة ثلجية قوية، تذهب مجموعة الناجين إلى المتجر العام للحصول على الإمدادات، ولكن تقطعت بهم السبل بعد انتهائها. بينما تتوجه المجموعة إلى المحطة، قام إيبن بخطة محكمة من خلال جعل مصاصي الدماء يطاردونه إلى منزل جدته، حيث يستخدم أحد مصابيحها فوق البنفسجية لحرق وجه حبيبة مارلو، كانت الإصابة شديدة لدرجة أن مارلو مجبر على قتلها. أثناءهروب إيبن، يقوم أحد سائقي البلدة، بيو، بإلهاء الوحوش بجراره، مما أدى إلى مقتل العديد من مصاصي الدماء، يحاول تفجير نفسه؛ لكنه يفشل، ويقتله مارلو. يصل ابن إلى مركز الشرطة، حيث يُجبر على قتل كارتر، الذي تعرض للعض وتحول إلى مصاص دماء.
بعد أسبوعين، شاهد كل من ستيلا وإيبن زميله بيلي، يشير إليهما بمصباح كهربائي فذهبوا لإنقاذه، بعد أن اكتشفوا أنه قتل عائلته لإنقاذهم من مصير مؤلم. ووجد الثلاثي أن الآخرين وجدوا كان أفضل، وهي محطة لمعالجة الكهرباء والصرف الصحي لا تزال لديها كهرباء، ويتجهون إليها قام إيبن وبيلي بالوصول إلى المستفيد ولكنهما تعرضا للهجوم من قِبل أحد مصاصي الدماء، الذي يعض بيلي؛، قبل أن يقتله ابن لأنه بدأ في التحوّل إلى مصاص دماء أيضاَ.
مع انتهاء الشهر، وشروق الشمس، يبدأ مصاصو الدماء في إحراق البلدة لتدمير الأدلة على وجودهم، ومنع أي ناجين من إخبار العالم بما حدث. يدرك أيبن أن ستيلا محاصرة وأنه لا يستطيع التغلب على مصاصي الدماء فيوضعه الحالي، فيحول نفسه إلى مصاص دماء عن طريق حقن نفسه بدماء بيلي المصابة. يواجه مارلو، ويخوضون معركة عنيفة، قبل أن يُقتل مارلو أخيراً، مما تسبب في فرار مصاصي الدماء الباقين. مع العلم أنه سيموت قريبًا، ينطلق كل من إيبن وستيلا لمشاهدة شروق الشمس معًا، ويتقاسمان قبلة أخيرة. مع شروق الشمس، يحترق جسد إيبن ويصبح رماد بين ذراعي ستيلا، وهي تحدّق في السماء محاولة استيعاب ما حدث.

## وصلات خارجية
- 30 يوما من الليل على موقع IMDb (الإنجليزية)
- 30 يوما من الليل على موقع ميتاكريتيك (الإنجليزية)
- 30 يوما من الليل على موقع روتن توميتوز (الإنجليزية)
- 30 يوما من الليل على موقع نتفليكس (الإنجليزية)
- 30 يوما من الليل على موقع قاعدة بيانات الأفلام العربية
- 30 يوما من الليل على موقع ألو سيني (الفرنسية)
- 30 يوما من الليل على موقع Turner Classic Movies (الإنجليزية)
- 30 يوما من الليل على موقع أول موفي (الإنجليزية)
- 30 يوما من الليل على موقع بوكس أوفيس موجو (الإنجليزية)
- 30 يوما من الليل على موقع فيلمافينيتي (الإسبانية)